# 낙엽 (1958년 영화)
"낙엽"은 한국에서 제작된 박구 감독의 1958년 영화이다. 이민 등이 주연으로 출연하였고 박구 등이 제작에 참여하였다.

## 출연

### 주연
- 이민
- 정애란
- 김승호
- 박노식

## 기타
- 조명: 함완섭
- 녹음: 이경순
- 미술: 임명선